# Lissocraspeda thrasyschema
Lissocraspeda thrasyschema là một loài bướm đêm trong họ Geometridae.